# Humboldtstern
De humboldtstern (Sternula lorata; synoniem: Sterna lorata) is een zeevogel uit de familie Laridae (meeuwen) en de geslachtengroep sterns (Sternini). De Nederlandse naam is genoemd naar de Duitse natuuronderzoeker Alexander von Humboldt.

## Herkenning
De vogel is 22 tot 24 cm lang. Deze stern lijkt sterk op de dwergstern. Het verschil betreft de snavel, die is geel met een zwart uiteinde, veel meer zwart dan bij de dwergstern; de poten zijn donkergeel.

## Verspreiding en leefgebied
Deze soort komt voor aan de kusten van Ecuador tot Chili. De broedgebieden liggen op zandstranden, maar ook wel in zandwoestijnen die 1 tot 3 kilometer van de kust verwijderd zijn. Buiten de broedtijd verblijft deze stern op zee. Er zijn waarnemingen van humboltsterns tot op 200 kilometer uit de kust.

## Status
De grootte van de populatie werd in 2016 door BirdLife International geschat op 1000 tot 2500 individuen en de populatie-aantallen nemen af door habitatverlies. Het leefgebied wordt aangetast door bouwactiviteiten in de kustgebieden, maar ook door recreatie, vooral het rijden met terreinauto's over brede zandstranden. Verder vormen grote veranderingen in de ansjovisbestanden op zee en irrigatieprojecten in het binnenland een bedreiging voor de soort. Om deze redenen staat deze soort als bedreigd op de Rode Lijst van de IUCN.